# Фестивал куглофа
Фестивал куглофа је сајамско-туристичка манифестација културолошког карактера која се од 2002. године последњег викенда маја организује у Сремским Карловцима. Организатор манифестације је Фондација „Завичајна кућа”.

## О Фестивалу
На фестивалу се представља традиционална култура Подунавских Шваба, као и традиционалне културе других националних заједница које живе у Војводини. Поред такмичења за најбољи куглоф, где се награђују три првопласирана, одлуком жирија, награђује се и најлепши павиљон односно штанд, најлепша женска и мушка ношња Подунавских Шваба, као и најлепша женска и мушка ношња других народа, најбољи производ кухиње Подунавских Шваба, као и место с највише особа у ношњама. На излагалиштима су и производи старих заната, домаће радиности, ручног рада, вина, меда, антиквитета и раритета, уметничких дела, цвећа и сл. Такође, организују се и више дешавања културолшког карактера, као што су изложбе, концерти, спортски догађаји, представљање нових књига и њихових аутора, гастрономско - куварских презентација итд.